# Drapelul unificării coreene
Drapelul unificării coreene este un drapel creat pentru a reprezenta toată Coreea, atunci când Coreea de Nord și de Coreea de Sud participă ca o singură echipă într-o competiție sportivă. Fundalul este alb, iar centrul, în albastru, este reprezentat de o siluetă a Peninsulei Coreene, incluzând Insula Jeju în sud-vest și Rocile Liancourt în est, adăugate în 2006.

## Utilizare în domeniul sportului
Prima utilizare a steagului a fost în 1991, când cele două țări au concurat împreună, cu o singură echipă, la al 41-lea Campioanat Mondial de Tenis de Masă. Echipele celor două țări au defilat în deschiderea Jocurilor Olimpice de vară din 2000 împreună, sub drapelul unificării coreene.